# Алберт Лоуренс
Алберт «Ал» Лоуренс (англ. Albert «Al» Lawrence; нар. 26 квітня 1961) — ямайський легкоатлет, спринтер. Срібний призер літніх Олімпійських ігор.
На літніх Олімпійських іграх 1980 року в Москві (СРСР) та 1984 року в Лос-Анджелесі (США) брав участь в естафетах 4×100 метрів.